# Callinico IV di Costantinopoli
Callinico IV (in greco Καλλίνικος Δ΄?, nato Costantino Maurikios, in greco Κωνσταντίνος Μαυρίκιος?; Zagora, 1713 – Zagora, 1791) è stato un arcivescovo ortodosso greco, patriarca ecumenico di Costantinopoli per 6 mesi nel 1757.
Callinico IV è in alcune liste annoverato come Callinico III poiché il precedente Callinico, che fu eletto nel 1726, morì prima di essere incoronato, risultando così non conteggiato da alcune liste dei patriarchi di Costantinopoli.

## Biografia
Costantino Mavrikios nacque a Zagora in Grecia nel 1713 e nel 1728 si trasferì a Costantinopoli. Nel 1740 fu ordinato diacono e il 28 agosto 1741 fu nominato gran protosincello del patriarcato ecumenico. Il 23 settembre 1743 fu nominato metropolita di Brăila, in Romania, carica che mantenne fino al 1748 quando tornò a Costantinopoli.
I suoi anni a Costantinopoli furono segnati dal dibattito nella comunità cristiana ortodossa riguardo alla necessità dei convertiti dalla Chiesa cattolica e dalla Chiesa armena di ricevere nuovamente il battesimo. I fedeli di queste due confessioni furono particolarmente numerosi dopo la seconda guerra di Morea cui l'impero ottomano riconquistò la Morea fino ad allora sotto il controllo veneziano.
I sostenitori dell'invalidità del battesimo cattolico e armeno, e di conseguenza della necessità di ricevere nuovamente il battesimo secondo il rito ortodosso, furono il patriarca Cirillo V sostenuto da alcuni studiosi come Eugenio Voulgaris ed Eustrazio Argenti, e una grande parte della popolazione, istigata dal monaco demagogico Auxentios. L'opposizione al ribattesimo era tenuta dalla maggior parte dei metropoliti sottoposti a Callinico. La loro posizione non era dovuta al rispetto dei latini e degli armeni, ma al fatto che consideravano i ribattesismi un'innovazione non prevista dagli antichi canoni e contraria alla prassi liturgica.
Quando il Santo Sinodo votò il 28 aprile 1755 contro le posizioni di Cirillo V, quest'ultimo esiliò gli avversari dottrinali del Sinodo. Anche Callinico fu perseguitato e dovette fuggire. Nel 1755 Cirillo V pubblicò formalmente l'Oros della Santa Grande Chiesa di Cristo in cui si richiedeva in ogni caso il ribattesimo per tutti i convertiti da qualunque confessione cristiana.
Nel 1756 Callinico si rifugiò nell'ambasciata francese di Costantinopoli e qui ottenne una grande quantità di denaro che donò al sultano Osman III affinché lo scegliesse come nuovo patriarca di Costantinopoli, deponendo quindi Cirillo. La deposizione di Cirillo avvenne il 16 gennaio 1757 e nello stesso giorno Callinico fu scelto come nuovo patriarca. L'elezione di Callinico fu osteggiata fortemente dalla folla e la sua intronizzazione poté essere celebrata soltanto con la presenza di soldati ottomani. Dopo la cerimonia, la folla tentò di rapirlo, ma non ci riuscì. La forte opposizione ostacolò Callinico in ogni suo tentativo di abrogare gli ordini dell'Oros e, nell'impasse, scelse di dimettersi dal soglio patriarcale il 22 luglio 1757, a favore di Serafino II che prese però una posizione neutrale sulla questione dell'Oros.
Dopo le dimissioni Callinico fu esiliato a Lemno e successivamente nella penisola del Sinai in Egitto, dove visse nel monastero di Santa Caterina. In questa residenza obbligatoria si occupò dell'antica biblioteca del monastero.
Nel gennaio 1761 fuggì e tornò a Costantinopoli riuscì ad ottenere il perdono; nell'ottobre 1763 tornò nella sua città natale, Zagora.
L'ultimo periodo della sua vita lo passò a Zagora, dove costruì la biblioteca locale e si dedicò agli studi di patristica e della Sacra Scrittura. Morì nella città nel 1791.